# Ekonomibyrån
Ekonomibyrån är ett nyhetsprogram på Sveriges Television som fördjupar sig i ämnet ekonomi. Programmet hade premiär den 28 maj 2020 och leddes från starten av Alexander Norén. I programmet samtalade Norén varje vecka med sakkunniga personer kring ett aktuellt inrikes- eller utrikesämne relaterat till ekonomi. Hösten 2021 togs programledarskapet över av Carolina Neurath. Från Programmet har sedan tidigare två systerprogram, Utrikesbyrån och Politikbyrån. Från hösten 2024 leder Ylva Johansson programmet.